# Linfoma diffuso a grandi cellule B
Il linfoma diffuso a grandi cellule B, talora indicato con DLBCL dall'inglese diffuse large B cell lymphoma, è una neoplasia linfoide che colpisce soprattutto, ma non esclusivamente, soggetti adulti o anziani, caratterizzata tipicamente dal coinvolgimento di una singola sede linfonodale o extralinfonodale e da rapida espansione della massa tumorale.

## Classificazione
Il linfoma diffuso a grandi cellule B è classificato all'interno dei linfomi non Hodgkin. La classificazione WHO pone il DLBCL all'interno delle neoplasie a cellule B mature.

## Epidemiologia
Circa il 20% dei linfomi non Hodgkin è costituito da DLBCL. Colpisce prevalentemente adulti-anziani, con lieve predilezione per i maschi. Tuttavia può presentarsi anche nell'infanzia, costituendo circa il 6% dei linfomi di interesse pediatrico.

## Patogenesi
Il DLBCL è sovente associato a traslocazioni che riguardano il gene BCL6, come t(3;Var)(q27;Var). In altri casi, è possibile riscontrare traslocazioni che riguardano il gene BCL2 o MYC.

## Anatomia patologica
Come già indicato, questo tipo di linfoma si differenzia dagli altri per il caratteristico coinvolgimento di una singola sede linfonodale o extralinfonodale, differenziandosi dagli altri linfomi non Hodgkin per la frequente assenza di linfoadenopatia generalizzata e di coinvolgimento midollare. La diagnosi viene posta attraverso biopsia e osservazione microscopica: le caratteristiche morfologiche che depongono per DLBCL sono:
- Cellule neoplastiche di grandi dimensioni (4-5 volte il diametro di un normale linfocita), caratterizzate da grossi nuclei, nucleoli ben visibili e cromatina dispersa. Quest'ultima caratteristica, rende inoltre ragione dell'aspetto "vescicolato" del nucleo.
- Tipiche variazioni morfologiche, con cellule di dimensioni diverse, nucleo ovalare o rotondo, talora multilobulato.
- Quadro di accrescimento diffuso.

Tuttavia, tumori con una grado maggiore di anaplasia possono essere difficilmente identificabili. In particolare, la presenza di cellule multinucleate con nucleoli prominenti può talora ricordare la cellula di Reed-Sternberg, rendendo difficile la diagnosi differenziale con il linfoma di Hodgkin. Per questo si rende molto spesso necessaria la caratterizzazione immunofenotipica. In particolare, il DLBCL si caratterizza per:
- Negatività per TdT.
- Positività per i marker B cellulari quali CD19 e CD20.
- Talora, positività di marker del centro germinativo quali CD10 e BCL6.

## Profilo clinico
Differentemente da altri tipi di linfomi, sovente indolenti, il DLBCL si caratterizza per una rapida crescita sintomatica. Il quadro clinico è dominato da sintomi e segni di espansione tumorale; nei casi di coinvolgimento di fegato o milza il soggetto può lamentare senso di pesantezza all'addome, dispepsia, dolore e può talora essere presente splenomegalia palpabile. In casi più gravi si possono avere sintomi di occlusione intestinale o di compressione di rami arteriosi o venosi. Tuttavia la neoplasia può anche presentarsi come massa cutanea, ossea o localizzarsi a livello del sistema nervoso centrale con sintomi da ipertensione endocranica, compressione di nervi cranici e crisi comiziali. Una sede molto frequente di presentazione è lo splancnocranio, con coinvolgimento dei tessuti linfatici della faringe e che compongono l'anello di Waldeyer, le tonsille e le adenoidi, con tumefazioni destruenti ed invalidanti.

## Terapia
La terapia si basa su radioterapia e chemioterapia. Il protocollo chemioterapico più utilizzato è il CHOP, composto da:
- Ciclofosfamide
- Doxorubicina
- Vincristina
- Prednisone

A questi è possibile associare un anticorpo monoclonale, il rituximab (protocollo CHOP-R), con risultati positivi in termini di sopravvivenza.
L'Agenzia Italiana del Farmaco, il 7 agosto 2019, ha dato il via libera alla rimborsabilità e quindi alla disponibilità in Italia della prima terapia con cellule CAR-T. La nuova terapia (Kymriah) con cellule immunitarie modificate contro i tumori potrà essere utilizzata presso i centri specialistici selezionati dalle Regioni, per pazienti adulti con linfoma diffuso a grandi cellule B (DLBCL), resistenti alle altre terapie o nei quali la malattia sia ricomparsa dopo una risposta ai trattamenti standard.

## Prognosi
Il DLBCL è una forma di linfoma molto aggressiva e se non trattato ha una prognosi infausta. Tuttavia i nuovi protocolli terapeutici consentono un ampio intervallo libero da malattia, con percentuali di sopravvivenza a 5 anni superiori al 60% che possono arrivare fino all'80% a seconda dello stadio della malattia, età del paziente, autonomia del paziente, coinvolgimento di sedi extranodali e livelli di lattato deidrogenasi.